# Ewa Czajkowska
Ewa Czajkowska-Smożewska (ur. 2 lipca 1950 w Tarnowie, zm. 24 marca 2025) – polska adeptka i aktorka teatralna. 
4 lutego 1972 roku odbył się jej debiut teatralny.
Córka Władysławy i Kazimierza. Została pochowana z rodzicami na cmentarzu w Wojniczu.

## Współpraca teatralna
- Teatr im. Ludwika Solskiego w Tarnowie
- Teatr im. Aleksandra Fredry w Gnieźnie
- Lubuski Teatr im. L. Kruczkowskiego w Zielonej Górze
- Teatry Dramatyczne w Szczecinie
- Teatr Polski w Szczecinie
- Teatr Ludowy w Nowej Hucie

## Teatr telewizji
- 1982: Kulawy Książę jako Katia, reż. Aleksy Tołstoj
- 1992: Iwona, księżniczka Burgunda jako Dama dworu, reż. Witold Gombrowicz

## Filmografia
- 1983: 6 milionów sekund jako pielęgniarka, reż. Leszek Staroń
- 2011: Miś Yogi jako matka z koszykiem (głos), reż. Jarosław Boberek
- 2011: Happy Feet: Tupot małych stóp 2 (głos), reż. Agnieszka Matysiak